# Salvatierra, Mexiko
Salvatierra är en ort i Mexiko.   Den ligger i kommunen Salvatierra och delstaten Guanajuato, i den centrala delen av landet, 200 km väster om huvudstaden Mexico City. Salvatierra ligger 1 761 meter över havet och antalet invånare är 32 972.
Terrängen runt Salvatierra är platt åt nordväst, men åt sydost är den kuperad. Runt Salvatierra är det ganska tätbefolkat, med 166 invånare per kvadratkilometer. Salvatierra är det största samhället i trakten. I omgivningarna runt Salvatierra växer huvudsakligen savannskog.